# 13562 Бобеґґлтон
13562 Бобеґґлтон (13562 Bobeggleton) — астероїд головного поясу, відкритий 28 вересня 1992 року.
Тіссеранів параметр щодо Юпітера — 3,186.